# Seeley Booth
Seeley Joseph Booth es un personaje de la serie estadounidense Bones. Es interpretado por David Boreanaz y es el coprotagonista de la serie junto con la Dr. Temperance Brennan, a quien se refiere cariñosamente como "Bones" (Huesos).

## Historia del personaje
Seeley Joseph Booth es un antiguo francotirador de Regimiento 75 (Rangers) del Ejército de los Estados Unidos y un lanzador experto de cuchillos. Actualmente es Agente del FBI. Consulta frecuentemente a su compañera la Dr. Brennan, a quien apoda cariñosamente Bones y a su equipo (a quienes se refiere como cerebritos), actuando como lazo entre el FBI y el Instituto Jeffersonian. En cuanto a la resolución de crímenes, Booth tiene un enfoque muy distinto del de Brennan y su equipo, prefiriendo métodos más humanos, intrapersonales e intuitivos.
Booth es un hombre religioso por naturaleza, habiendo sido un Monaguillo de pequeño. Además, sabe un poco de latín y aún practica la religión católica.
Booth tiene una relación problemática con su familia. Luego de pilotar aviones caza en la Guerra de Vietnam, el padre de Booth fue peluquero y tenía problemas con la bebida, además de golpearlos a él y a su hermano. Su madre componía jingles para publicidades televisivas. Más tarde se revela que, de no ser por su abuelo, se habría suicidado de joven. Su hermano, Jared trabajaba en el Pentágono y tenía problemas con el alcohol. Jared es un personaje recurrente en la serie, y su llegada suele ser recibida con tensión por parte de Booth.
Sin embargo, sobresalta que, repetidas veces, Booth protege a su hermano, comenzando por los abusos de su padre de jóvenes, hasta los incidentes producidos por la bebida, ya de adultos.
Booth tiene un hijo de siete años llamado Parker con su exnovia, Rebecca, quien se negó a casarse con Booth cuando se enteró de su embarazo.
Su hijo lleva ese nombre en honor a un soldado del equipo de Booth durante la guerra, Edward Parker. Durante una misión, E. Parker se descuidó y un francotirador enemigo le disparó. Booth hizo todo lo que pudo para intentar salvarlo, pero finalmente falleció. Debido a la joven edad del soldado, y el instinto protector de Booth, durante muchos años se sintió culpable de su muerte. Sin embargo, durante la 4.ª temporada, Edward Parker se le "aparece" y le confiesa que jamás fue su culpa, que dejara de sentir remordimientos.
Se declaró que es originario de Filadelfia, y es fanático de los Philadelphia Flyers. De todos modos, se crio en Pittsburgh. En el episodio 13 de la primera temporada se lo ve bebiendo de una taza de los Pittsburgh Steelers, sugiriendo que también sería fanático de este equipo. También se está recuperando de una adicción al juego.
A lo largo de la serie, Booth se vuelve más cercano al equipo del Jeffersonian, particularmente a la Dr. Brennan. Al final de la segunda temporada, Booth acepta ser el padrino de Jack Hodgins en su boda (finalmente fallida) con Ángela Montenegro.
Recientemente, Booth sufrió de un tumor cerebral, que fue eliminado exitosamente pero dio como resultado una pérdida de memoria residual, y una falta de confianza en el campo. En el episodio The Proof in the Pudding, se revela que Booth es descendiente de John Wilkes Booth, algo que él le había confiado previamente a la Dr. Brennan (quien lo había adivinado por su cuenta) y le pidió que nunca lo revelara.
En el último episodio de la sexta temporada, Bones está embarazada de Booth.
En la séptima temporada, Booth y Bones tratan de llevar una vida juntos debido al embarazo de su ella, lo que acarrea muchos problemas, entre ellos el cambio de casa, los cambios de humor y la sobreprotección por parte del agente.

## Relaciones

### Camille Saroyan
Seeley reavivó una antigua relación con la Dr. Camille Saroyan cuando ella se unió al equipo del Jeffersonian. De todos modos, Seeley terminó la relación por segunda vez después de un intenso caso que casi le cuesta la vida a Camille. Se muestra que Booth conoce a la Dr. Saroyan desde hace un tiempo (ella menciona que conoce a Booth y a su hermano Jared desde hace 15 años en la cuarta temporada). Si bien rompieron, Camille y Seeley siguen siendo amigos cercanos, trabajando juntos en casos y aconsejando uno al otro en múltiples ocasiones. Seeley incluso acudió a Camille, buscando consejo, cuando comenzó a darse cuenta de sus sentimientos amorosos hacia Brennan, inseguro de si era "el mismo tipo" de antes de su cirugía cerebral. Camille lo animó a "olvidarse de su cerebro lavado, y guiarse por su corazón de león", diciéndole que actúe en sus sentimientos por Temperance pero para asegurarse de que son reales.

### Temperance Brennan
Si bien Booth y Brennan mantienen una relación profesional y amistosa, hay un nivel de apego emocional profundo evidente, así como un toque de tensión romántica y sexual en su relación. Esta tensión es crucial para el argumento de la serie, ya que personajes secundarios confunden repetidamente a Booth y Brennan con una pareja romántica, lo cual ellos niegan constantemente.
Aunque ellos niegan tener una relación romántica, a lo largo de la serie tienden a pasar más y más tiempo juntos fuera del trabajo. Claramente hay atracción sexual entre ellos.
En "The Woman in the Sand", Booth se muestra impresionado cuando ve a Brennan en un vestido que él eligió por ella, y más tarde en el episodio le golpea las nalgas. En otros episodios, Booth aparece un tanto impresionado cuando ve a ella en ropas reveladoras, más notablemente en un disfraz de la Mujer Maravilla. Booth admitió ante Brennan y su padre que la encuentra "bien estructurada" y "hermosa", y una vez le aseguró a ella que tiene "su belleza y mucho más".
En un nivel más profundo, Booth también ha demostrado una profunda devoción y admiración hacia el carácter de Brennan. Él ha mostrado celos aparentes por las relaciones románticas de Brennan, particularmente en los episodios "Two Bodies in the Lab", "The Woman in Limbo", "The Headless Witch in the Woods", "The Man in the Mansion", "The Boneless Bride in the River", "The Con Man in the Meth Lab" y "A Night at the Bones Museum". Booth ha mostrado una tendencia de intimidar, confrontar o competir con cualquiera que él crea que tiene un interés sexual en Brennan, incluso su hermano o su jefe.
En general, él es extremadamente protector con Brennan, y a menudo la defiende hasta el punto de atacar físicamente a quienes representen una amenaza para su seguridad. Booth ha salvado la vida de Brennan en varios episodios, desenterrándola cuando fue enterrada viva, recibiendo un disparo por ella, y amenazando violentamente a miembros de una pandilla que querían lastimarla. En momentos en los que Booth cree que la vida de Brennan corre peligro, él suele negarse a salir de su lado, incluso ofreciéndole dormir en un colchón en el departamento de Brennan y volar inmediatamente desde Washington a Nueva Orleans luego de que Brennan despierte ensangrentada, golpeada, y posiblemente violada en "The Man in the Morgue".
En la tercera temporada, su relación toma un nuevo componente cuando son obligados a hacer terapia con el Dr. Sweets. Sweets observó que mientras ellos eran muy cercanos el uno con el otro, había tensión emocional entre ellos. Sus experiencias en la terapia -la cual se ha extendido indefinidamente- continúan siendo una parte importante de su relación en la serie.
Los compañeros compartieron su primer beso en "The Santa in the Slush", cuando Booth y Brennan aceptaron besarse en frente de la fiscal Caroline Julian, quien negoció el beso a cambio de tirar de los hilos para que la familia de Brennan pasara la Navidad junta. El beso entre Booth y Brennan debería haber durado sólo cinco segundos, pero finalmente duró doce.
Desde ese momento, si bien no han mencionado su beso, los compañeros sólo se han vuelto más cercanos. Casi todos los episodios desde la tercera temporada han terminado con una escena de Booth y Brennan comentando la resolución del caso. Estas escenas se han vuelto cada vez más románticas, reflejando la creciente relación afectiva entre Booth y Brennan.
En el final de la cuarta temporada, a Booth se le diagnostica un tumor cerebral. Luego de una exitosa cirugía, Booth pasa cuatro días en coma, y sueña sobre una realidad alternativa en la que está casado y espera un bebé con Brennan, a quien llama Bren. Luego de despertarse, le lleva una semana aclimatarse a la realidad.
La quinta temporada comienza con Booth dándose cuenta de su amor por Brennan mientras se recupera de su tumor. De todos modos, él fue advertido por la Dr. Saroyan y el Dr. Sweets de estar seguro de sus sentimientos antes de confesárselo a la tan racional Brennan. Atemorizado de que sus sentimientos por ella estuvieran relacionados con su tumor y coma, Booth no sabía si decírselo o no a Brennan. Si bien Booth y Brennan intercambiaron palabras de amor, ambos calificaron sus confesiones con profesionalismo.
Se sugiere fuertemente que Booth y Brennan son personalidades complementarias que se completan una a otra. En "Harbingers in the Fontain", Avalon Harmonia, una tarotista, sugiere que Booth y Brennan son amantes destinados, diciendo que "esto" (siendo 'esto' los sentimiendos de Booth y Brennan del uno al otro) funcionará en algún momento.
En la sexta temporada de la serie, Booth inicia una relación con la periodista Hannah Burley, a quien conoce durante su estancia de nuevo como Ranger en Afganistán, experiencia que había iniciado siete meses atrás, después de que Brennan y él decidieran darse un respiro de sus respectivos trabajos, viajando ella al mismo tiempo a una expedición antropológica en Indonesia. La relación se desarrolla ante los ojos de Brennan, quien se ve obligada a aceptar el hecho de que Booth rehaga su vida junto a otra mujer. Ambas llegan a hacerse amigas, e incluso Hannah avisa a Brennan para que vaya a ver como está Booth, justo después de que el agente terminara su relación con ella al rechazar su propuesta de matrimonio.
A pesar de que sus sentimientos mutuos son bastante notables, ambos siguen con la idea de mantener su relación cordial de amigos y compañeros durante el tiempo que sea necesario, hasta que Booth se recupere de su desengaño amoroso y los dos cuenten con el valor suficiente para dar un paso adelante. En "The Blackout in the Blizzard", tras escapar de un ascensor averiado en plena ventisca, Booth sugiere que escriban en sendos pedazos de papel la fecha en la que creen que podrán estar juntos y, seguidamente, lo quemen, para que de esta manera "el mensaje llegue al universo".
En "The Hole in the Heart", bajo la amenaza de un francotirador perteneciente al pasado de Booth y que había regresado haciéndose notar por sus actos delictivos, Brennan pasa la noche en el apartamento de Booth con el fin de permanecer segura. Sin poder dormir tras el recuerdo del asesinato de Vincent (uno de los "squints" del Jeffersonian) a manos del francotirador, Brennan acude a la cama del agente, en busca de consuelo. Ambos acaban durmiendo juntos, sin desvelarse si durante esa noche ocurre algo más. A la mañana siguiente, la doctora comparte gestos de complicidad con Angela, lo que hace sospechar que, efectivamente, se oculta algo acerca de la relación.
En el capítulo final de la temporada, "The Change in the Game", tras el nacimiento del hijo de Angela y Hodgins, Booth y Brennan caminan por la calle en plena noche, de regreso a casa, cuando terminan parando en una esquina y ella le confiesa que está embarazada y que él es el padre. La temporada termina con la intriga por conocer de qué manera ha sido posible y cómo afectará este gran cambio a sus vidas, teniendo en cuenta que la reacción de ambos parece ser positiva.
Tienen una hija llamada Christine, se mudan juntos y empiezan una relación formal. En el último capítulo de la octava temporada Temperance le pide matrimonio a Booth y éste acepta, pero con el peligro de Pelant le dice que sólo es un pedazo de papel y que no quiere casarse. Ella responde que está bien, pero sale de la sala para esconderse tras una pared y empezar a llorar.
En la novena temporada su relación se vuelve tensa por los acontecimientos del final de la octava temporada pero en el episodio "The sence in the sacrifice" Booth mata a Pelant deshaciéndose de cualquier opocision para casarse con Brennan y en el episodio "The woman in white" ellos se casan.
En el episodio final de la novena temporada Booth es atacado por ser parte de una conspiración dejándolo muy malherido y mandándolo a la cárcel por tres meses en la décima temporada Brennan logra hacer que Booth salga de la cárcel después de eso resuelven el caso sobre la conspiración pero perdiendo a un ser muy querido en el proceso ( a Sweets en el segundo episodio de la décima temporada) después de esto Booth se siente culpable. En episodios siguientes Brennan se da cuenta de que está embarazada de su segundo hijo ( con 6 meses de embarazo pero ella creyendo que son 3 porque tenía miedo de admitirlo) después de eso Booth recae en su adicción al juego poniendo su relación con Brennan en peligro haciendo que Brennan lo eche de la casa pero volviendo los últimos episodios de la temporada. En el último episodio de la décima temporada Brennan y Booth dejan sus trabajos respectivamente porque consideraban que corrían mucho peligro.
En la siguiente temporada ya nació su segundo hijo llamado Hank(en honor de su abuelo)